# Peter John Stevens
Peter John Stevens (Kranj, 1 juni 1995) is een Sloveens zwemmer die is gespecialiseerd in de schoolslag.

## Biografie
In 2013 behaalde Stevens een zilveren medaille tijdens de 50 meter schoolslag op de Europese kampioenschappen zwemmen jeugd 2013 in Poznan, achter Johannes Skagius. Op de Wereldkampioenschappen zwemmen jeugd 2013 behaalde hij de jeugdwereldtitel op de 50 meter schoolslag. 
Op de Wereldkampioenschappen zwemmen 2015 eindigde Stevens 12e tijdens de 50 meter schoolslag. Op de Europese kampioenschappen zwemmen 2016 in Londen won Stevens de zilveren medaille tijdens de 50 meter schoolslag, achter de Brit Adam Peaty.

## Internationale toernooien
| Jaar | Olympische Spelen  | WK langebaan       | WK kortebaan       | EK langebaan                         | EK kortebaan                                               |
| ---- | ------------------ | ------------------ | ------------------ | ------------------------------------ | ---------------------------------------------------------- |
| 2012 | geen deelname      |                    | geen deelname      | geen deelname                        | 23e 50m schoolslag 31e 100m schoolslag 34e 200m schoolslag |
| 2013 |                    | geen deelname      |                    |                                      | 5e 50m schoolslag 39e 100m schoolslag 42e 200m schoolslag  |
| 2014 |                    |                    | geen deelname      | geen deelname                        |                                                            |
| 2015 |                    | 12e 50m schoolslag |                    |                                      | geen deelname                                              |
| 2016 | 5-21 augustus 2016 |                    | 7-11 december 2016 | 50m schoolslag · 14e 100m schoolslag |                                                            |

## Persoonlijke records
Bijgewerkt tot en met 12 juni 2016
Kortebaan
| Afstand         | Tijd    | Datum            | Plaats  |
| --------------- | ------- | ---------------- | ------- |
| 50m schoolslag  | 26,64   | 14 december 2013 | Herning |
| 100m schoolslag | 1.00,21 | 12 december 2013 | Herning |
| 200m schoolslag | 2.14,46 | 15 december 2015 | Herning |

Langebaan
| Afstand         | Tijd    | Datum           | Plaats |
| --------------- | ------- | --------------- | ------ |
| 50m schoolslag  | 27,09   | 21 mei 2016     | Londen |
| 100m schoolslag | 1.01,27 | 16 mei 2016     | Londen |
| 200m schoolslag | 2.27,54 | 4 augustus 2013 | Ravne  |